# Kenneth L. Pike
Kenneth Lee Pike (ur. 9 czerwca 1912 w Woodstock, zm. 31 grudnia 2000) – amerykański językoznawca i antropolog związany z Summer Institute of Linguistics.
Wprowadził parę terminów emic i etic. Rozwinął teorię tagmemiki, wykorzystaną przy badaniu języków pozbawionych formy pisanej.